# Lijst van burgemeesters van Oudenrijn
Dit is een lijst van burgemeesters van de voormalige Nederlandse gemeente Oudenrijn tot die gemeente in 1954 grotendeels opging in de gemeente Vleuten-De Meern en de rest toen bij de gemeente Utrecht werd gevoegd.
| Ambtsperiode | Naam burgemeester                                      | Partij of stroming | Bijzonderheden |
| ------------ | ------------------------------------------------------ | ------------------ | --- |
| 1818 - 1837  | D. Rother                                              |                    | tot 1825 schout |
| 1839 - 1852  | Willem Frederik Hendrik Greup                          |                    | tevens burgemeester van Vleuten en Haarzuilens, later van Nigtevecht en Vreeland                                          |
| 1852 - 1870  | G.J.H. van Bijlevelt                                   |                    | tevens burgemeester van Vleuten en Haarzuilens                                                                            |
| 1870 - 1879  | jhr.mr. Willem Hendrik de Beaufort                     |                    | tevens burgemeester van Vleuten en Haarzuilens                                                                            |
| 1879 - 1901  | Jan Willem Antonie Barchman Wuytiers                   |                    | tevens burgemeester van Vleuten en Haarzuilens                                                                            |
| 1901 - 1915  | Gerrit (G.) Hondelink                                  |                    | tevens burgemeester van Vleuten en Haarzuilens                                                                            |
| 1915 - 1925  | Eduard Constantijn Erzeij                              |                    | tevens burgemeester van Jutphaas (1914-1925)                                                                              |
| 1925 - 1952  | Willem Hendrik baron Taets van Amerongen van Renswoude |                    | tevens waarnemend burgemeester van Veldhuizen en Harmelen (beide 1950-1952), later burgemeester van Driebergen-Rijsenburg |
| 1952 - 1953  | Charles François de Roo van Alderwerelt                |                    | waarnemend, tevens waarnemend burgemeester van Veldhuizen en Harmelen                                                     |